# The Jarrold Group
Jarrold & Sons Ltd is een in Norwich gevestigd bedrijf. Het werd opgericht in 1770 in Woodbridge, Suffolk voordat het in 1823 naar Norfolk verhuisde.
Jarrolds is anno 2021 nog steeds grotendeels in privébezit en de leden van de familie Jarrold zijn nog zeer nauw betrokken.

## Achtergrond
Jarrolds, vooral bekend van haar detailhandelsdivisie, heeft een vlaggenschipwinkel in het centrum van Norwich die tussen 1903 en 1905 werd ontworpen door George John Skipper (1856-1948). Sir Nikolaus Pevsner beschrijft Jarrolds the Store als "barok" in stijl. Jarrolds heeft ook verschillende speciaalzaken in Norwich, evenals winkels in Wymondham en Cromer.
De overige divisies van de Jarrold Group of Companies zijn Jarrold Properties (vastgoed), Jarrold Training (opleidingen) en St James Facility Management (facility management). Jarrold Publishing (uitgeverij) en Jarrold Printing (drukkerij) maken geen deel meer uit van de groep.
Jarrolds financierde de bouw van een nieuwe tribune voor het voetbalveld Carrow Road van Norwich City FC. Deze staat bekend als The Jarrold Stand. De sponsorovereenkomst stopte in 2016.

### Familie
De familie Jerauld, van hugenootse afkomst, arriveerde eind 17e eeuw vanuit Frankrijk in Essex. Samuel Jarrold diende als burgemeester van Colchester in  de periode 1723–24. In de 18e eeuw breidden de Jarrolds hun handelsactiviteiten uit in East Anglia en vestigden zich in Norwich.

## Publicatie-activiteiten
John Jarrold Jr. diversificeerde de onderneming met een uitgeverij in 1823  en in 1877 publiceerde het de eerste editie van de kinderklassieker, Black Beauty  van Anna Sewell.
In 1936 lanceerde het bedrijf de Jarrolds' Jackdaw Library paperback boekenreeksen en in 1939 de Jackdaw Crime Series.